# Friedrich zu Solms-Baruth (Politiker, 1821)
Friedrich I. Hermann Carl Adolph von Solms, 1. Fürst zu Solms-Baruth (* 29. Mai 1821 in Kasel; † 19. April 1904 in Berlin) war Herrschaftsbesitzer und Mitglied des Reichstags des Norddeutschen Bundes.

## Leben
Friedrich zu Solms-Baruth war Rittergutsbesitzer auf Golßen-Prierow und Landwehr-Offizier. Von seinem Vater Friedrich Heinrich erbte er die Standesherrschaft Baruth und war dadurch erbliches Mitglied des Preußischen Herrenhauses, dem er von 1879 bis 1904 angehörte. 1888 wurde er in den Fürstenstand in Form der Primogenitur erhoben, der jeweils erst Geborene und seine Ehefrau den Titel trugen, während die anderen Familienmitgliedern im Grafenstand verblieben. Mit dem Fürstenstatus wurde auch das Prädikat S. D., Seine Durchlaucht, verliehen, während das Ehepaar dann formell mit I. D., Ihre Durchlaucht, angesprochen und angeschrieben wurde. Fürst Solms findet Ende des 19. Jahrhunderts im Deutschen Millionärs-Adressbuch Erwähnung.
1867 bis 1871 war er Mitglied des Reichstags des Norddeutschen Bundes und des Zollparlaments für den Wahlkreis Frankfurt 10 (Calau, Luckau) und die Konservative Partei. Auch in 1867 wurde Solms standesgemäß und in Tradition seiner Baruther Vorgänger Rechtsritter des Johanniterordens.

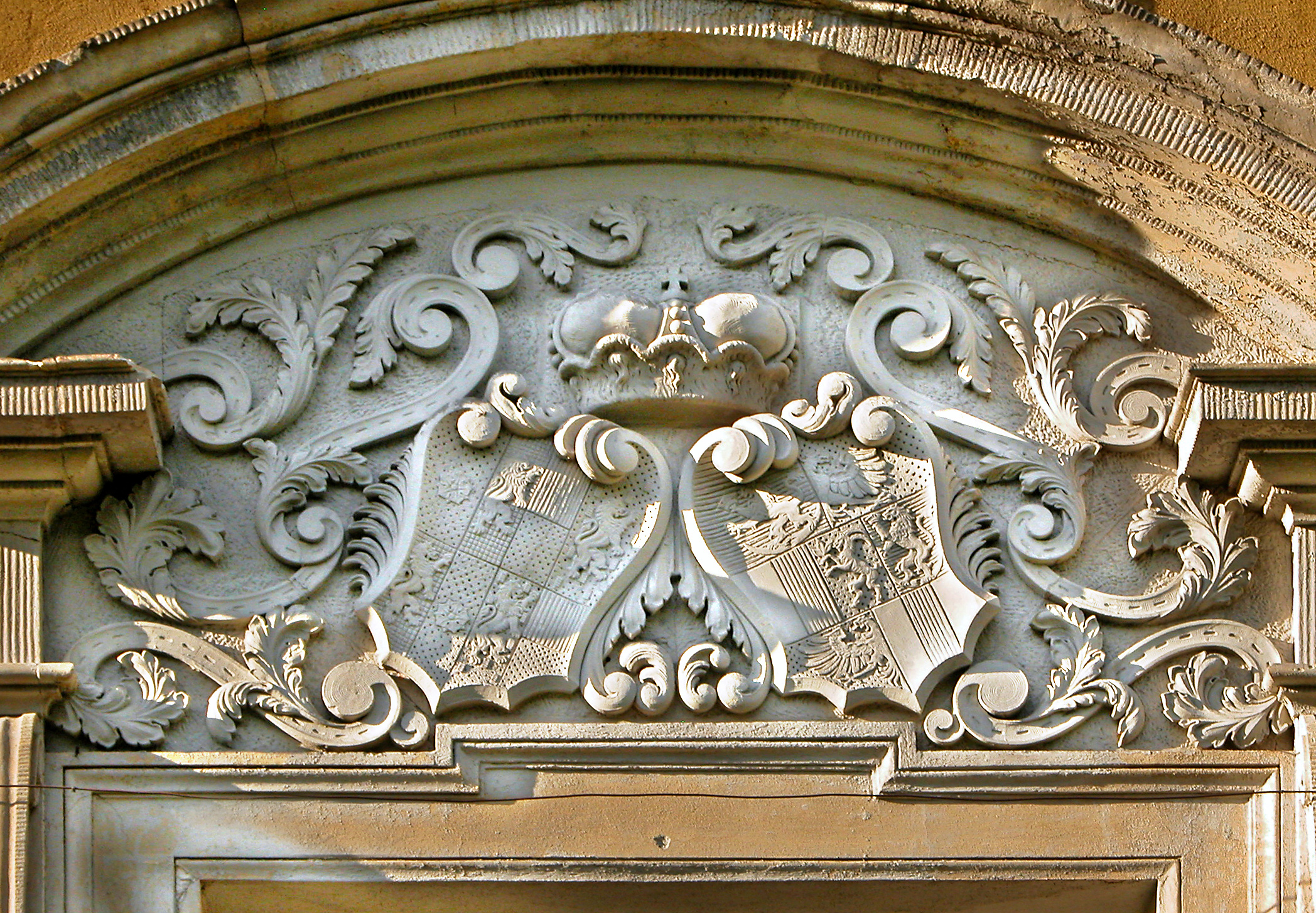
Allianzwappen des Ehepaares. Schloss Golßen. Parkseite.

## Ehe und Nachkommen
Am 1. November 1851 heiratete er Rosa Teleki de Szek (1818–1890). Aus der Ehe gingen drei Kinder hervor:
- Friedrich (1853–1920),
- Helene (* 28. September 1854 in Golssen; † 17. April 1886 in Potsdam),
- Marie-Agnes (* 8. Juli 1856 in Golssen; † 9. Dezember 1941 in Liebichau), Ehefrau des Egbert Hoyer von der Asseburg; 2. Ehe 1911 zu Berlin mit Franz Prinz von Ratibor und Corvey, Prinz zu Hohenlohe-Schillingsfürst

Seine Frau war in erster Ehe mit dem Erbgrafen Ernst von Wurmbrand-Stuppach (* 1804; † 1846) verbunden.